# К'янке
К'янке (італ. Chianche) — муніципалітет в Італії, у регіоні Кампанія,  провінція Авелліно.
К'янке розташовані на відстані близько 220 км на південний схід від Рима, 55 км на північний схід від Неаполя, 15 км на північ від Авелліно.
Населення — 497 осіб (2014).
Щорічний фестиваль відбувається 14 січня. Покровитель — San Felice di Nola.

## Демографія
Населення за роками:

Станом на 1 січня 2023 року в муніципалітеті офіційно проживало 48 іноземців з 19 країн, серед них 3 громадяни країн Євросоюзу та 8 громадян України.

## Сусідні муніципалітети
- Альтавілла-Ірпіна
- Чеппалоні
- Петруро-Ірпіно
- Сан-Нікола-Манфреді
- Сант'Анджело-а-Куполо
- Торріоні